# استعادة الرؤية التجسيمية
استعادة الرؤية التجسيمية (بالإنجليزية: Stereopsis recovery)، المعروفة أيضًا باسم التعافي من فقدان الرؤية التجسيمية، هي ظاهرة اكتساب الشخص المصاب بفقدان الرؤية التجسيمية القدرة الجزئية أو الكاملة على الرؤية التجسيمية.
لطالما اعتُمِدَ استعادة الرؤية التجسيمية قدر الإمكان كنهج في الخطة العلاجية للمرضى المصابين بفقدان الرؤية التجسيمية. يهدف العلاج إلى استعادة الرؤية التجسيمية لدى الأطفال الصغار جدًا، وكذلك لدى المرضى الذين كانوا يمتلكون القدرة على الرؤية التجسيمية لكنهم فقدوها بسبب حالة طبية. على النقيض من ذلك، لم يكن هذا الهدف حاضرًا عادةً في علاج الأشخاص الذين فاتهم تعلُّم الرؤية التجسيمية خلال السنوات الأولى من حياتهم.
لطالما ظنّ أن اكتساب الرؤية الثنائية والتجسيمية في الواقع مستحيلًا إلا في حال اكتسب الشخص هذه المهارة خلال فترة حرجة في الرضاعة والطفولة المبكرة. ظلت هذه الفرضية بلا مساءلة عادةً وشكّلت أساس المناهج العلاجية لاضطرابات الرؤية الثنائية لعقود. وقد أُثيرت الشكوك حولها في السنوات الأخيرة، خاصةً منذ بدأت تظهر دراسات عن استعادة الرؤية التجسيمية في المجلات العلمية، وانتشر خبر تمكن عالمة الأعصاب سوزان آر باري من تحقيق الرؤية التجسيمية في مرحلة متأخرة من البلوغ. وبالنظر إلى الماضي، يُعتبر ذلك الافتراض الآن مسلَّمة علمية.
شهدت الأبحاث العلمية مؤخرًا ارتفاعًا في التقصي حول استعادة الرؤية التجسيمية لدى البالغين والشباب الذين لم يسبق لهم امتلاك رؤية تجسيمية. وبينما ثبت الآن أن البالغ قد يكتسب الرؤية التجسيمية، فإنه لا يُمكن حاليًا التنبؤ بمدى احتمالية تمكن الشخص المصاب بفقدان الرؤية التجسيمية من تحقيق ذلك، ولا يوجد إجماع عام حول أفضل إجراء علاجي. كما أن الآثار الممكنة لعلاج الأطفال المصابين بالحول الداخلي الطفلي لا تزال قيد الدراسة.

## الإدارة السريرية للحول وفقدان الرؤية التجسيمية
في حالات الحول المكتسب المصحوب بازدواج الرؤية (الدبلوبيا)، يُعدُّ استهداف شفاء ازدواج الرؤية مع استعادة قدرة المريض السابقة على الرؤية التجسيمية نهجًا راسخًا ومعتمدًا منذ زمن طويل. على سبيل المثال، قد يكون المريض كان يمتلك رؤية تجسيمية كاملة لكنه أصيب لاحقًا بالدبلوبيا بسبب حالة طبية، مما أدى إلى فقدان الرؤية التجسيمية. في هذه الحالة، قد تزيل التدخلات الطبية - بما في ذلك العلاج البصري وجراحة الحول - ازدواج الرؤية وتستعيد الرؤية التجسيمية التي كانت غائبة مؤقتًا عن المريض.
كذلك عندما يخضع الأطفال المصابون بالحول الخلقي (الطفلي) - مثل الحول الداخلي الطفلي - لجراحة الحول خلال السنوات الأولى أو سنتين من حياتهم، فإن هذا يصاحبه الأمل في أن يتمكنوا من تطوير كامل إمكاناتهم للرؤية الثنائية بما في ذلك الرؤية التجسيمية.
على النقيض من ذلك، في الحالات التي يتم فيها تعديل اتجاه عيني الطفل جراحيًا بعد سن الخامسة أو السادسة تقريبًا، دون أن تكون قد أتيحت له فرصة تطوير الرؤية التجسيمية خلال الطفولة المبكرة، فإن التوقع السريري المعتاد هو أن هذا التدخل سيؤدي إلى تحسينات تجميلية فحسب دون استعادة الرؤية التجسيمية. لم تُجرَ تقليديًا أي متابعة لتحقق من الرؤية التجسيمية في مثل هذه الحالات.
على سبيل المثال، لخص أحد المؤلفين الرؤية العلمية المقبولة آنذاك بقوله: «لن تتحقق الرؤية التجسيمية أبدًا إلا إذا عولج كسل العين، وتم تعديل اتجاه العينين، وتم تحقيق الاندماج البصري الثنائي ووظيفته قبل نهاية الفترة الحرجة لتطور الرؤية التجسيمية. تشير البيانات السريرية إلى أن ذلك يحدث قبل عمر 24 شهرًا... لكننا لا نعرف متى يحدث بالضبط، لأن أجزاء حاسمة من المعلومات العلمية الأساسية لا تزال مفقودة». يُشار إلى كتيب إرشادات المرضى للأطباء - المكتوب للجمهور العام والمنشور عام 2002 - لأغراض التوضيح والذي يلخص القيود الطبية السائدة آنذاك والمقبولة كحقيقة علمية قاطعة على النحو التالي: «إذا كان الشخص البالغ يعاني من حول طفولي لم يُعالَج أبدًا، فسيصبح متأخرًا جدًا لتحسين أي كسل في العين أو إدراك للعمق. لذا سيكون الهدف مجرد تحسين تجميلي لجعل العينين تبدوان مستقيمتي الاتجاه، على الرغم من أنه في بعض الأحيان يُوسِّع العلاج مجال الرؤية الجانبية». لم يُعترف إلا مؤخرًا جدًا بأن هذا النهج العلاجي كان قائمًا على فكرة لم تُسائل، بما أنه قد أُطلِقَ عليها وصف «خرافة» أو «مسلَّمة علمية».

ومع ذلك، يُعرف مؤخرًا حدوث استعادة للرؤية التجسيمية لدى عدد من البالغين. بينما حدث هذا في بعض الحالات بعد تمارين بصرية أو تجارب بصرية تلقائية، فقد أصبح منظور المجتمع الطبي لجراحة الحول أكثر تفاؤلًا فيما يتعلق بالنتائج الوظيفية الثنائية وإمكانية استعادة الرؤية التجسيمية. كما يذكر أحد المؤلفين:
«سيعاني معظم البالغين تحسنًا ما في الوظيفة البصرية الثنائية بعد جراحة الحول، حتى لو كان الحول مزمنًا. يتجلى هذا غالبًا على شكل توسع لمجال الرؤية الثنائية؛ ومع ذلك، قد يستعيد بعض المرضى الرؤية التجسيمية أيضًا». 
تتضمن التقصيات العلمية حول المرونة العصبية المتبقية في البلوغ الآن دراسات عن استعادة الرؤية التجسيمية. فقد أصبحت الشروط التي يمكن فيها اكتساب الاندماج البصري الثنائي والرؤية التجسيمية في مرحلة البلوغ - خاصة عندما لا يكون لدى الشخص خبرة سابقة معروفة بالرؤية التجسيمية - ومدى هذا الاكتساب وعلاقته بسجل المريض العلاجي، موضوعًا للبحث العلمي النشط.

## أمثلة ودراسات حالة
سُجِّلت حالات تعافٍ من فقدان الرؤية التجسيمية لدى عدد قليل من البالغين نتيجة علاجات طبية شملت جراحة الحول أو العلاج البصري، أو تلقائيًا بعد تجربة سينما ثلاثية الأبعاد.

### تقارير شخصية في كتاب «تصحيح نظري»
الحالة الأكثر شهرة لاستعادة الرؤية التجسيمية هي حالة عالمة الأعصاب سوزان آر باري، التي كانت تعاني حولًا داخليًا طفليًا متبادلًا مع ازدواج الرؤية (الدبلوبيا) دون كسل العين. خضعت لثلاث عمليات تصحيح في الطفولة دون تحقيق رؤية ثنائية العينين آنذاك، وتَعافت من فقدان الرؤية التجسيمية في سن البلوغ بعد علاج بصري مع طبيبة البصريات تيريزا روجيرو. نَقل عالم الأعصاب أوليفر ساكس تفاصيل حالة باري. كما علّق ديفيد هوبل، الفائز بجائزة نوبل في الطب عام 1981 مع تورستن فيزل لاكتشافاتهما حول معالجة المعلومات في النظام البصري، إيجابًا على حالتها. في عام 2009، نشرت باري كتابها «Fixing My Gaze: A Scientist's Journey into Seeing in Three Dimensions» (تصحيح نظري: رحلة عالِمة لاكتشاف البُعد الثالث)، والذي قدّمت فيه تقريرًا عن حالتها وحالات أخرى لاستعادة الرؤية التجسيمية.
في كتابها «Fixing My Gaze» (تصحيح نظري)، تقدم سوزان باري وصفًا تفصيليًا لمفاجأتها وابتهاجها والتجارب اللاحقة عندما استقرت لديها الرؤية التجسيمية فجأة.

كتب عنها ديفيد إتش هوبل:
«ساد اعتقاد واسع بأن الشخص البالغ المصاب بالحول منذ الطفولة لا يمكنه أبدًا اكتساب الرؤية التجسيمية، لكن المفاجأة كانت نجاح باري. في كتابها (تصحيح نظري)، تصف كم كان رائعًا أن يُكشف لها عن هذا العالم الثلاثي الأبعاد الجديد خطوة بخطوة. وبصفتها عالِمة في الأعصاب البيولوجية، فإنها قادرة على مناقشة العلم بلغة بسيطة وخبيرة».

— ديفيد إتش هوبل، الحائز على جائزة نوبل في الطب، وأستاذ علم الأعصاب الفخري بجامعة هارفارد.
يتضمن كتابها تقارير عن أشخاص آخرين مروا بتجارب مشابهة في استعادة الرؤية التجسيمية. تستشهد باري بتجارب شخصية لعدة أفراد، منهم: رجل فنان وصف تجربته مع الرؤية التجسيمية بأنه «أصبح يرى الفراغ السلبي بمقدار مئة ضعف أكثر»، امرأة كانت مصابة بكسل العين قبل رؤيتها الثلاثية الأبعاد، وصفت كيف أن الفراغ الآن «يبدو ويُشعَر به ملموسًا ومحسوسًا - كأنه حي!»، امرأة عانت من الحول منذ سن الثانية ورأت ثلاثي الأبعاد بعد العلاج البصري، ذكرت أن «أروع شيء هو الإحساس بأنك داخل البُعد»، امرأة شعرت بالذعر عند رؤية الأشجار واللافتات على الطريق «تقترب منها فجأةً»، وامرأتان اختبرتا بدءًا مفاجئًا للرؤية التجسيمية برؤية محيطية أوسع للعالم، قالت الأولى: «أصبحت أستوعب مساحة أكبر بكثير من الغرفة مقارنةً بالسابق» وقالت الثانية: «كان الأمر مذهلًا حين امتلأت رؤيتي المحيطية فجأةً على الجانبين».
من الشائع بين باري وشخص واحد على الأقل ممَّن ذكرت حالاتهم، اكتشاف أن تمثيلهم الذهني للمكان تغير أيضًا بعد اكتساب الرؤية التجسيمية: بأنهم حتى عند إغلاق عين واحدة، يشعرون أنهم يرون «أكثر» مما كانوا يرون بإغلاق عين واحدة قبل استعادة الرؤية التجسيمية.

### حالات أخرى في الإعلام
بالإضافة إلى باري، يُعد عالم الأعصاب بروس بريدجمان - أستاذ علم النفس والبيولوجيا النفسية بجامعة كاليفورنيا سانتا كروز - بالغًا آخر كان يعاني فقدان الرؤية التجسيمية سابقًا، واكتسب الرؤية التجسيمية تلقائيًا في 2012 بعمر 67 عامًا، أثناء مشاهدته فيلم «Hugo» ثلاثي الأبعاد بنظارات مستقطبة. ظهر المشهد أمامه فجأة بعمقٍ واضح، واستمرت قدرته على رؤية العالم مجسمًا حتى بعد مغادرة السينما.

### تقارير شخصية أخرى
وصف مايكل توماس تجربة بداية فورية للرؤية التجسيمية في سن التاسعة والستين عبر منشور عام على فيسبوك.